# Zosterops erythropleurus
Zosterops erythropleurus е вид птица от семейство Zosteropidae.

## Разпространение
Видът е разпространен във Виетнам, Камбоджа, Китай, Лаос, Мианмар, Русия, Северна Корея, Тайланд, Хонконг и Южна Корея.